# ۱۲۲۷ (میلادی)
۱۲۲۷ (میلادی) هزار و دویست و بیست و هفتمین سال تقویم میلادی است.

## درگذشتگان
- چنگیزخان : خان مغول ، سردارجنگی و مؤسس امپراتوری مغولان.

‎